# Естелла (Вісконсин)
Естелла (англ. Estella) — місто (англ. town) в США, в окрузі Чиппева штату Вісконсин. Населення — 476 осіб (2020).

## Демографія
Згідно з переписом 2010 року, у місті мешкали 433 особи в 167 домогосподарствах у складі 129 родин. Було 209 помешкань
Расовий склад населення:
| - 96,8 % — білих - 0,2 % — азіатів - 1,8 % — осіб інших рас |

До двох чи більше рас належало 1,2 %. Частка іспаномовних становила 1,8 % від усіх жителів.
За віковим діапазоном населення розподілялося таким чином: 23,1 % — особи молодші 18 років, 60,5 % — особи у віці 18—64 років, 16,4 % — особи у віці 65 років та старші. Медіана віку мешканця становила 43,9 року. На 100 осіб жіночої статі у місті припадало 106,2 чоловіків;  на 100 жінок у віці від 18 років та старших — 105,6 чоловіків також старших 18 років.
Середній дохід на одне домашнє господарство  становив 54 375 доларів США (медіана — 45 417), а середній дохід на одну сім'ю — 58 149 доларів (медіана — 52 500). Медіана доходів становила 43 125 доларів для чоловіків та 29 688 доларів для жінок. За межею бідності перебувало 9,4 % осіб, у тому числі 7,6 % дітей у віці до 18 років та 1,9 % осіб у віці 65 років та старших.
Цивільне працевлаштоване населення становило 185 осіб. Основні галузі зайнятості: освіта, охорона здоров'я та соціальна допомога — 27,0 %, виробництво — 13,0 %, роздрібна торгівля — 11,9 %.